# Ђурђанци
Ђурђанци су насељено место у саставу града Ђакова у Осјечко-барањској жупанији, Република Хрватска.

## Историја
До територијалне реорганизације у Хрватској налазили су се у саставу старе општине Ђаково.

## Становништво
На попису становништва 2011. године, Ђурђанци су имали 425 становника.

## Попис1991.
На попису становништва 1991. године, насељено место Ђурђанци је имало 660 становника, следећег националног састава:
| Попис 1991.‍ | Попис 1991.‍ | Попис 1991.‍ | Попис 1991.‍ | Попис 1991.‍ |
| ----------- | ----------- | ----------- | ----------- | ----------- |
|             |             |             |             |             |
| Хрвати      | Хрвати      |             | 642         | 97,27%      |
| Југословени | Југословени |             | 8           | 1,21%       |
| Срби        | Срби        |             | 3           | 0,45%       |
| Мађари      | Мађари      |             | 1           | 0,15%       |
| Словенци    | Словенци    |             | 1           | 0,15%       |
| остали      | остали      |             | 1           | 0,15%       |
| непознато   | непознато   |             | 4           | 0,60%       |
| укупно: 660 |             |             |             |             |